# Bałucz (gmina)
Bałucz – dawna gmina wiejska istniejąca od XIX wieku do 1954 roku w woj. łódzkim. Siedzibą władz gminy był Bałucz.
W okresie międzywojennym gmina Bałucz należała do powiatu łaskiego w woj. łódzkim. Po wojnie gmina zachowała przynależność administracyjną. Według stanu z 1 lipca 1952 roku gmina składała się z 14 gromad: Bałucz, Borszewice, Dziadkowice, Karszew, Kopyść, Mostki, Przatów, Rembów, Stryje Księże, Stryje Paskowe, Wola Bałucka, Wola Stryjewska, Wrzeszczewice i Wrzeszczewice-Skrejnia.
Jednostka została zniesiona 29 września 1954 roku wraz z reformą wprowadzającą gromady w miejsce gmin. Po reaktywowaniu gmin z dniem 1 stycznia 1973 roku gminy Bałucz nie przywrócono, a jej dawny obszar wszedł głównie w skład gminy Łask w tymże powiecie i województwie.